# Napoléon trên ngai vàng
Napoléon trên ngai vàng (Tiếng Pháp: Napoléon Ier sur le trône impérial) là một bức chân dung năm 1806 về Napoléon I của Pháp trong trang phục đăng quang của mình, được vẽ bởi họa sĩ Pháp Jean Auguste Dominique Ingres.

## Văn học
- Robert Rosenblum, Ingres édition Cercle d'Art nouvelle édition augmentée 1986 ISBN 2-7022-0192-X - p. 68, plate 7
- Emmanuelle Amiot-Saulnier, «Napoléon Ier sur le trône impérial par Jean-Auguste-Dominique Ingres», fiche 435 B, L'Estampille l'objet d'art, n° 435, mai 2008.